# Бочаров, Михаил Александрович
Михаи́л Алекса́ндрович Бочаро́в (27 апреля 1941, Александровск-Сахалинский, РСФСР, СССР — 24 октября 2020, Москва) — советский, российский предприниматель и политик. Основатель концерна «БУТЭК». Народный депутат СССР (1989—1992), народный депутат РСФСР (1990—1993). В 1990 году был кандидатом на пост председателя Совета министров РСФСР.

## Биография
Родился на Сахалине, в шестилетнем возрасте с семьёй переехал в Серпухов Московской области. Окончил Подольский индустриальный техникум.
Начал трудовой путь в 1958 году взрывником, работал начальником участка буровзрывных работ, с 1965 по 1968 год — мастером, начальником цеха, директором завода железобетонных изделий в Серпухове. Затем перешёл на работу в объединение объединения «Норильскгазпром», где трудился инженером, заместителем начальника управления магистральных газопроводов, заместителем генерального директора. Окончил Высшие инженерные курсы Госстроя СССР, а в 1975 году — юридический факультет Красноярского государственного университета. В 1977 году Бочаров перешел на должность заместителя директора Всесоюзного научно-исследовательского института природных газов (ВНИИГАЗ).
С 1980 по 1989 год — директор Бутовского комбината строительных материалов (Московская область, затем — Москва). В 1988 году стал инициатором коллективной аренды предприятия трудовым коллективом. Опыт Бутовского комбината положил начало широкому развитию арендного движения в СССР. В результате в 1989 году последовавшие его примеру предприятия составили народный концерн «БУТЭК», президентом которого и стал Бочаров. По его словам, число сотрудников предприятий концерна составляло около 1 миллиона человек.
В конце 1980-х Бочаров был депутатом Ленинского райсовета Московской области, а с 1988-го, в связи изменением административной принадлежности Бутова, — депутатом Советского района Москвы. В 1989 году был избран народным депутатом СССР. Вошёл в координационный совет Межрегиональной депутатской группы (МДГ). Член Совета Союза Верховного Совета, секретарь комитета по строительству и архитектуре, который возглавлял Борис Ельцин.
В 1990 году избран народным депутатом РСФСР от блока «Демократическая Россия», член парламентской группы ДР. Способствовал избранию Ельцина председателем Верховного совета России (по слухам, в урну для голосования было опущено семь лишних бюллетеней, при этом Ельцин был избран 535 голосами при кворуме в 532).
В июне 1990 года Бочаров намеревался стать премьер-министром РСФСР. По его словам, список кандидатов от ДР он составил сам и включил в него себя, академика Юрия Рыжова, который должен был снять свою кандидатуру, и, как заведомо слабого конкурента, заместителя председателя Совета Министров СССР, председателя бюро Совета Министров СССР по машиностроению Ивана Силаева. Некоторые члены ДР возражали против кандидатуры Бочарова, так как считали его недостаточно компетентным в экономике и конфликтным. В первом туре ни Силаев (119 голосов «за», 103 «против»), ни Бочаров (86 «за», 136 «против») не набрали нужного числа голосов, после чего Ельцин поддержал Силаева (по мнению Бочарова, на Ельцина в этом вопросе повлияло мнение Горбачёва). Бочаров отказался от должности первого заместителя премьера и принял предложение возглавить Высший экономический совет (ВЭС) при президиуме ВС РСФСР (фактически организован только в конце 1990 года).
Баллотируясь на пост премьера, Бочаров выдвинул разработанную незадолго до этого Григорием Явлинским и другими экономистами программу ускоренного перехода к рынку «400 дней доверия». При этом он не назвал авторов программы, переименовал её в «500 дней» (полностью его доклад назывался «О программе перехода к рыночной экономике. Программа-минимум — мандат доверия на 500 дней»), предложил реализовывать не в СССР, а только в РСФСР, а также добавил некоторые собственные идеи (такие как использование сокровищ с затонувших кораблей в качестве источника финансирования экономических реформ). По версии Евгения Ясина, предложил изменить название программы, гулявшей среди депутатов ДР, именно он, Ясин, и уже после этого Бочаров в своем выступлении заявил о принятии программы, поддержанной Ельциным, а затем и Силаев, став премьером, заявил о поддержке «500 дней» и позвал Явлинского в заместители. По воспоминаниям Бориса Фёдорова, программу предложил Бочарову от своего имени член МДГ Геннадий Фильшин «в обмен на должность вице-премьера». Явлинский же в ответ на выступление Бочарова на съезде опубликовал свою программу и, по воспоминаниям Фёдорова, с Ясиным обратился за разъяснениями к Ельцину, а тот, как пишет Леонид Абалкин, предложил Явлинскому стать вице-премьером. По другим данным, после того, как Ельцин публично заявил о поддержке программы «500 дней», Явлинский вышел на Бочарова, и именно он представил экономиста Ельцину.
После поражения на выборах премьера на первом и втором съездах народных депутатов РСФСР (июнь 1990 — май 1991) параллельно с членством в ДР входил в депутатскую группу «Радикальные демократы», а на шестом съезде — в «Промышленный союз». На седьмом (декабрь 1992 года) не зарегистрировался ни в одной из фракций.
После ХXVIII съезда КПСС вышел из партии, членом которой был с 1965 года.
В декабре 1990 года Бочаров предложил Горбачёву и руководителям советских республик концепцию устройства нового Союза суверенных республик, аналогичного ЕЭС. Ещё до августовского путча продвигал через руководство СССР схему эксплуатации бывшей советской собственности путем сохранения земли во владении бывших союзных республик, а находящегося на ней имущества — у России. В октябре 1991 года Бочаров подал в отставку с поста руководителя ВЭС, предложения которого полностью игнорировались командой Ельцина. Главное место среди этих предложений занимала экономическая программа «Возрождение», которая, по словам Бочарова, «делала акцент на расширение прав трудовых коллективов по распоряжению продукцией и прибылью предприятия», а в прессе получила название программы «экономической диктатуры».
Ранее, в мае 1991 года, эту программу — и Бочарова как претендента на пост премьер-министра — поддержал кандидат на пост президента РСФСР Владимир Жириновский. Заявлял он о поддержке программы Бочарова и в декабре 1991 года, утверждая, что она позволит сохранить экономическое сотрудничество в масштабах всего бывшего СЭВ при главенствующей роли России.
Покинув ВЭС, Бочаров не только вернулся к руководству концерном «БУТЭК» (существовал до 1996 года), но и стал президентом концерна «Руссо-Балт Вест», занимавшегося реализацией имущества российских вооружённых сил в Прибалтике.
В сентябре 1992 года стал одним из создателей Международного Русского клуба и был избран его президентом. Клуб основали 46 человек, в том числе 12 бывших народных депутатов СССР и 16 — России, среди них были Олег Румянцев, Андраник Мигранян, Виктор Аксючиц, Валерий Герасимов, Святослав Фёдоров, Станислав Говорухин, Василий Липицкий, Алексей Емельянов, Владимир Тихонов, Семён Хариф, Геннадий Фильшин, генералы Валерий Очиров, Руслан Аушев, Константин Кобец.
В изданном осенью 1992 года первом экспертном докладе Центра политической конъюнктуры Бочаров был отнесён к двум идейно близким друг другу властным группам, формировавшимся вокруг вице-президента Александра Руцкого и председателя Верховного Совета Руслана Хасбулатова. Эксперты упомянули Бочарова в перечне потенциальных кандидатов в президенты на выборах 1996 года, отметив, что он, как и Аркадий Вольский, предлагал программу восстановления экономики на рыночной основе, но с сильным госсектором.
К лету 1993 года Бочаров представил от имени клуба свой проект Конституции России, а также заявил, что намерен баллотироваться на пост президента России. Резко критиковал экономическую политику Гайдара, выступал за укрепление вертикали власти, утверждал, что за счет государственной монополии на природные ресурсы, торговлю водкой и табаком Россия сможет позволить себе стать безналоговым государством.
В октябре 1993 года был включен в список кандидатов в депутаты Госдумы от блока «Новая Россия» (лидер — Тельман Гдлян), но необходимого для регистрации числа подписей блок собрать не сумел.
В 1994 году выпустил книгу «Диктатор», работал над рукописями «Реформатор» и «Россия в XXI веке».
Был также президентом ассоциации руководителей предприятий России и вице-президентом международной ассоциации руководителей предприятий, а также членом международного клуба «Ротари».
С 1993 года Бочаров — директор Центра стратегических исследований. С 2004 года — генеральный директор торгового дома «Согласие-Альянс». В 2009 году возглавил новую всероссийскую общественную организацию «Союз народных депутатов». В 2013 году стал председателем общественного объединения «Дети Второй мировой войны».
Член правления экспертно-аналитического центра «Модернизация». Член экспертного совета общественной инициативы «Русская земля» (учреждена в конце декабря 2017 года экс-главой Госкомимущества Владимиром Полевановым). Соавтор книги «Экономика России: что происходит и что делать?» (М., 2019), наряду с Юрием Болдыревым, Михаилом Абрамовым, Владимиром Кашиным, Василием Симчерой.
Похоронен в Москве, на Троекуровском кладбище, участок 27.

## Личная жизнь
Отец Александр Михайлович — инженер связи, мать Анна Григорьевна — домохозяйка, воспитывала четверых детей.
Первая жена Марина Павловна (1946 г. р.) была инженером и работала во ВНИИГАЗе. Сын от первого брака Владимир (1977 г. р.) работал в МУРе. Вторая жена — журналистка Елена Афанасьева, дети — дочь Александра (1996 г. р.) и сын Иван (1997 г. р)..
Увлекался конькобежным спортом (был чемпионом Москвы по скоростному бегу на коньках), теннисом, альпинизмом. Автолюбитель.